# Трагедия на Киевском главпочтамте (1989)

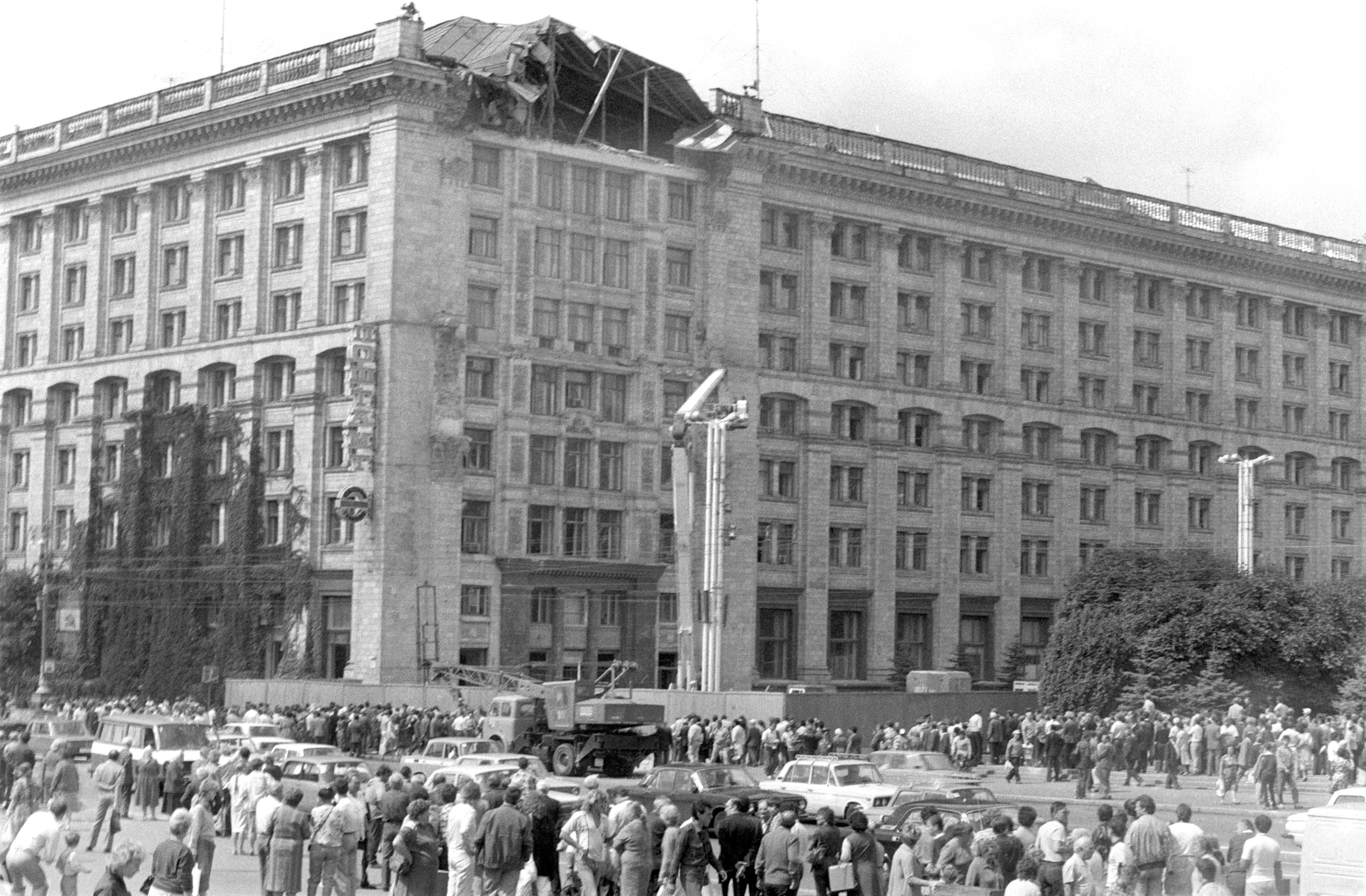
Главпочтамт после обрушения колонн, 1989 г.

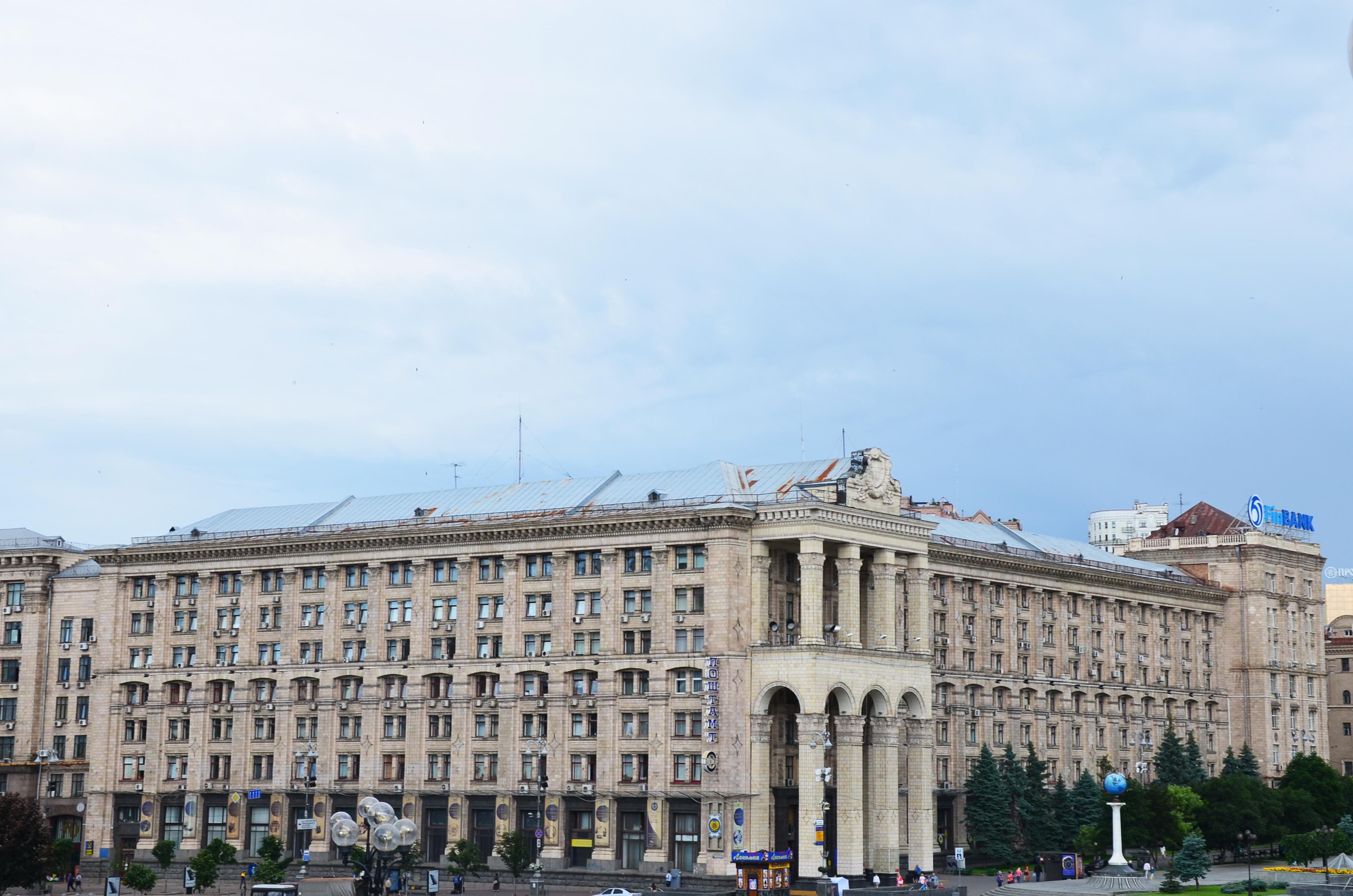
Современный вид. Портал с колоннами восстановлен, его облицовка заметно более светлая, чем остальной фасад.

Обвал портала Киевского главпочтамта 1989 года - трагедия, произошедшая 2 августа 1989 года в 16 часов 20 минут в Киеве на площади Октябрьской революции. В результате обвала колонн портала главпочтамта, погибло 11 человек.

## Причины
Главной причиной катастрофы назывались ремонтные работы на главпочтамте, в ходе которых состоялся демонтаж облицовочной плитки колонн, которая вместе с цементной прослойкой составляла единое целое с четырьмя колоннами, которые должны были выдерживать нагрузку в 700 тонн.
Второй вероятной причиной трагедии назывались подземные работы под площадью Независимости в ходе строительства станции метро «Площадь Октябрьской революции». Возмущённая общественность контролировала и обсуждала ход расследования трагедии, однако власть пыталась переложить ответственность за обвал на некачественное строительство сталинских времён. Тем не менее очевидным является то, что причиной обвала стало всё-таки нарушение техники безопасности во время ремонтных работ: некоторые из очевидцев утверждали, что существенные деформации главпочтамта можно было наблюдать накануне обвала.

## Трагедия
Колонны Киевского главпочтамта тогда были (и остаются до сих пор) традиционным местом встреч и свиданий в Киеве. Поэтому строительные леса, которыми был покрыт вход в почту и которые стали возможной причиной катастрофы, в то же время предотвратили гораздо большее количество жертв, поскольку не позволяли собираться людям под колоннами в поисках защиты от шедшего в это время дождя (под колоннами был свободен только один проход к входу на 5 метров, остальные места были заняты строительными конструкциями).
Сразу после обвала милиционеры, пожарные и обычные прохожие (среди которых было немало десантников, отмечавших в тот день свой праздник в центре Киева) бросились разбирать завал. Руководил спасательной операцией полковник милиции Владимир Шапошник. Из-под завалов было извлечено 13 тел. Двое были ещё живы, их удалось спасти, хотя один из них лишился обеих ног. Среди жертв, помимо пяти киевлян, были также трое жителей Сахалинской области (среди них двенадцатилетний мальчик), двое москвичей и один житель города Старый Оскол. Сразу после катастрофы на площадь Октябрьской революции начали стягиваться десятки тысяч киевлян, и впоследствии, что произошло, уже знал весь Киев. Важным фактором получения полной информации общественностью стал разгар за декларированных советской властью времён гласности, поэтому почти сразу власти сообщили о трагедии и честно назвали количество жертв.

## Главпочтамт сегодня
Портал главпочтамта был быстро восстановлен после трагедии, однако новая облицовочная плитка на колоннах контрастировала своей белизной на фоне потемневшей плитки остального здания, и еще долго напоминала киевлянам о произошедшей трагедии.